# وزارة الأشغال العامة (أفغانستان)
وزارة الأشغال العامة، هي وزارة حكومية في أفغانستان مسؤولة عن الإشراف على البنية التحتية العامة ومبادرات البناء والإعمار في جميع أنحاء البلاد. يعود تأسيس الوزارة في عهد الملك أمان الله خان عام 1919، تقع الوزارة في العاصمة كابول.
محمد عيسى ثاني هو وزير الأشغال العامة بالإنابة، وقد تولى منصبه في 23 يناير 2023. بينما يشغل نور الدين عمير منصب نائب وزير المالية والإدارية بوزارة الأشغال العامة منذ 14 مارس 2022.